# Carolina Birizamberri
Carolina Birizamberri (Montevideo, 1995. július 9. –) uruguayi női válogatott labdarúgó.

## Pályafutása
Tizenegyéves korában kezdte a labdarúgást és több helyi csapat gyermekei között tűnt ki gólérzékenységével a serdülő bajnokságokon, melyeken több mint 100 gólt szerzett, emellett a tornák válogatottjában is rendszeresen feltüntették nevét.
A Primera Divisiónban 13 évesen góllal mutatkozott be a Cerrónál, rá egy évre pedig a Bella Vista színeiben 51 gólt termelt három itt töltött szezonjában.
A 2013-as küzdelmeket az ország egyik legnevesebb egyesületében a Nacionalnál folytatta és 31 góljával szerezte meg második gólkirálynői címét az idény végén.
A bajnoki ezüstérem után a River Plate gárdájánál teljesített két szezont, melyeken 18 meccsen 53 gólt jegyzett. Hatékonysága a Buenos Aires-i River Plate figyelmét sem kerülte el és 2017-ben átigazolt az argentin csapathoz.

### A válogatottban
A 2010-es Copa Américán Venezuela ellen a 63. percben volt eredményes első fellépésén. 2012-ben pedig az azerbajdzsáni U17-es világbajnokságon Uruguay mindhárom mérkőzésén szerepelt. Részt vett még a 2014-es és a 2018-as Copa América küzdelmeiben.

## Sikerei

### Klubcsapatokban
Argentin bajnok (1):
- River Plate (1): 2016–17

### Egyéni
Uruguayi gólkirálynő (3): 2011 (18 gól), 2013 (31 gól), 2015 (53 gól)
- Copa Libertadores gólkirálynő (1): 2017 (4 gól)[3]

## Statisztikái

### A válogatottban
2021. november 28-al bezárólag
| Válogatott | Szezon   | Mérk. | Gól |
| ---------- | -------- | ----- | --- |
| Uruguay    |          |       |     |
| 2010       | 1        | 1     |     |
| 2014       | 3        | 0     |     |
| 2018       | 4        | 0     |     |
| 2019       | 4        | 0     |     |
| 2021       | 2        | 1     |     |
| Összesen   | Összesen | 14    | 2   |

| Uruguay színeiben szerzett góljai | Uruguay színeiben szerzett góljai | Uruguay színeiben szerzett góljai         | Uruguay színeiben szerzett góljai | Uruguay színeiben szerzett góljai | Uruguay színeiben szerzett góljai | Uruguay színeiben szerzett góljai | Uruguay színeiben szerzett góljai |
| --------------------------------- | --------------------------------- | ----------------------------------------- | --------------------------------- | --------------------------------- | --------------------------------- | --------------------------------- | --------------------------------- |
|                                   |                                   |                                           |                                   |                                   |                                   |                                   |                                   |
| Gól                               | Dátum                             | Helyszín                                  | Ellenfél                          | Találat                           | Eredmény                          | Esemény                           | Forrás                            |
| 1                                 | 2010. november 11.                | Estadio Alejandro Serrano Aguilar, Cuenca | Venezuela                         | 2–3                               | 2–5                               | 2010-es Copa América              | [ 4 ]                             |
| 2                                 | 2021. június 15.                  | Estadio Luis Franzini, Montevideo         | Puerto Rico                       | 2–0                               | 3–0                               | Barátságos mérkőzés               | [ 5 ]                             |